# Maaspoort Den Bosch
Maaspoort Den Bosch is een sporthalcomplex in 's-Hertogenbosch, gelegen in de wijk Maaspoort. De plaatselijke basketbalclub en meervoudig Nederlands kampioen Heroes Den Bosch speelt in deze hal haar thuiswedstrijden. Op het terrein bevinden zich ook een bowlingbaan, tennis- en padelvereniging Maaspoort en een turnhal van de vereniging Flik-Flak.
De capaciteit bedraagt 2.450 toeschouwers, maar incidenteel is bij sportevenementen een uitbreiding naar bijna 3.000 plaatsen mogelijk. Bij popconcerten is voor ruim 4.000 mensen plaats.
De accommodatie is verder in gebruik voor sportevenementen, beurzen, (pseudo)religieuze bijeenkomsten en popconcerten. Dat laatste gebeurt  sporadisch. In de eerste jaren na de opening in 1982  kwamen popconcerten vaker voor. Zo waren er in de jaren tachtig optredens van onder anderen The Cure, Tina Turner, Status Quo, Kid Creole and the Coconuts, The Trammps, Barry White en Aha. Historisch zijn de twee afscheidsconcerten, die de band Doe Maar gaf in 1984.
Andere evenementen waren onder andere het Top Twaalf Tafeltennistoernooi van 1984, het preolympisch basketbaltoernooi van 1987 in de aanloop naar de Spelen van Seoel, de Europese kampioenschappen badminton en basketbalwedstrijden met onder anderen de NBA-spelers Magic Johnson, George Gervin, Moses Malone, Phil Ford, Toni Kukoč, Rik Smits en Bob McAdoo. In 2014 en 2015 was het complex het decor voor de FED Cup. Ook werd er in 2015 de finale Carlton Eredivisie badminton gespeeld. En in april 2024 was de Maaspoort het decor van de finales van het NK korfbal in verschillende leeftijdsklassen.